# Spilogale angustifrons
Spilogale angustifrons (Плямистий скунс південний) — ссавець родини скунсових.

## Проживання, поведінка
Країни проживання: Беліз, Коста-Рика, Сальвадор, Гватемала, Гондурас, Мексика, Нікарагуа. Рідко, але широко поширений в сільськогосподарських угіддях, рідколіссях, кущистих і кам'янистих ділянках, прибережних районах. Цей вид нічний, в основному наземний (але лазить добре) і всеїдний - харчується комахами, дрібними ссавцями, фруктами, зернами, птахами та пташиними яйцями. Зустрічається від низовин до 300 м.